# Raczki Elbląskie

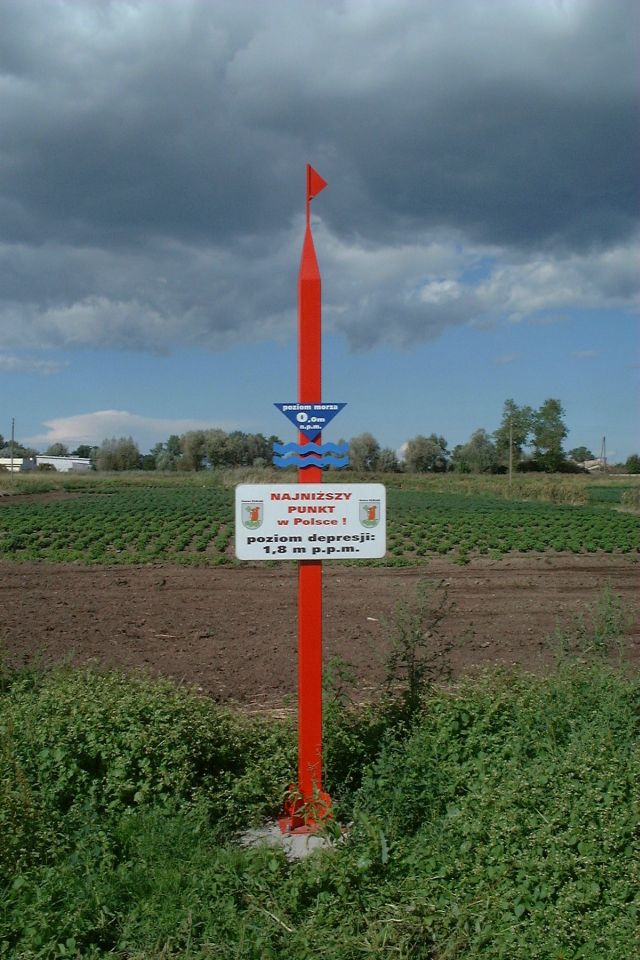
Vyznačení nejnižšího bodu Polska. Modré vlnovky vyznačují úroveň mořské hladiny.

Raczki Elbląskie je obec na severu Polska ve Varmijsko-mazurském vojvodství, asi 4 km severozápadně od města Elbląg. Do roku 1945 byla součástí Východního Pruska. V roce 2006 zde žilo 170 obyvatel.

## Zajímavost
Na území obce se nachází místo, které je označováno jako nejnižší bod v Polsku a je 1,8 m pod úrovní mořské hladiny. Při přeměřování byl v nedaleké obci Gronowo Elbląskie nalezen ještě nižší bod (2,6 m pod úrovní moře), kde k poklesu půdy došlo díky těžbě rašeliny před 2. světovou válkou.